# Stenospermation escobariae
Stenospermation escobariae är en kallaväxtart som beskrevs av Thomas Bernard Croat och D.C.Bay. Stenospermation escobariae ingår i släktet Stenospermation och familjen kallaväxter. Inga underarter finns listade.